# Peritrichia pseudursa
Peritrichia pseudursa är en skalbaggsart som beskrevs av Schein 1959. Peritrichia pseudursa ingår i släktet Peritrichia och familjen Melolonthidae. Inga underarter finns listade i Catalogue of Life.